# Oosterse filosofie
De oosterse filosofie of oriëntaalse filosofie is de filosofische traditie uit Azië en dan voornamelijk uit India en China. Deze filosofie is niet alleen geografisch gescheiden van de westerse filosofie, die gebaseerd is op de klassieke Griekse filosofie, maar kent tevens enkele heel andere uitgangspunten.
Het grootste verschil tussen de oosterse en de westerse filosofie is, dat er in de oosterse filosofie in principe geen scheiding is tussen religie en filosofie. Veel van de filosofische scholen die in de oosterse filosofie worden onderscheiden zijn tevens erkend als religies.
De belangrijkste stromingen in de oosterse filosofie zijn: de boeddhistische filosofie, het confucianisme, de hindoeïstische filosofie en het taoïsme.

## Hoofdstromingen

### Boeddhisme

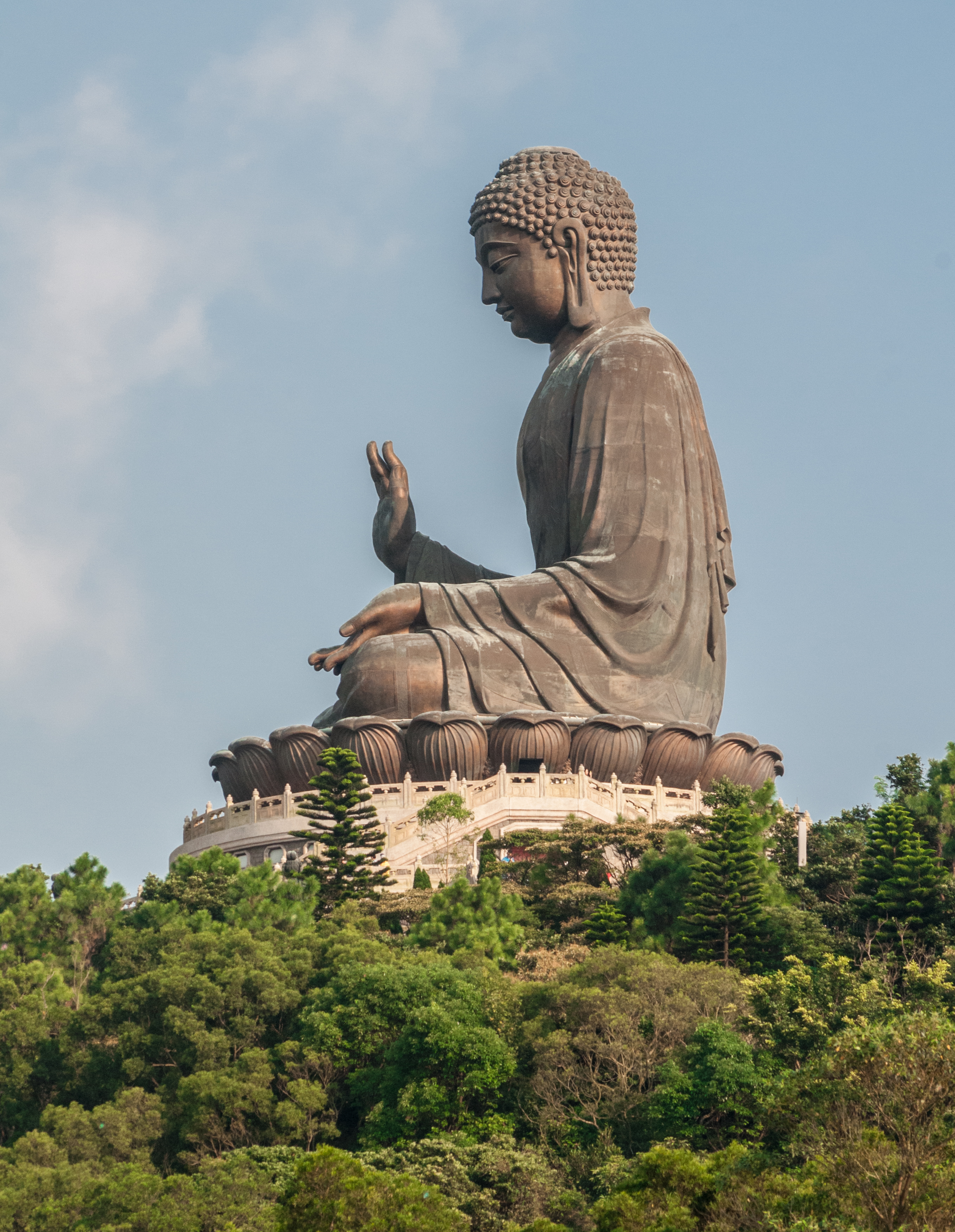
Een Boeddhabeeld op Lantau eiland in Hongkong

- Filosofisch getinte leringen door Gautama Boeddha:
  - de lering van de vijf khandhas
  - de lering van de drie karakteristieken
  - de lering van de Vier Nobele Waarheden
  - de lering van het Achtvoudige Pad
  - de lering van de Middenweg
  - Nirvana

- Boeddhistische scholen die een bepaald element van de boeddhistische filosofie benadrukken:
  - Shunyavada: leer van de leegte.
  - veel scholen hebben hun eigen Abhidhamma, die een erg theoretisch of filosofisch karakter heeft.

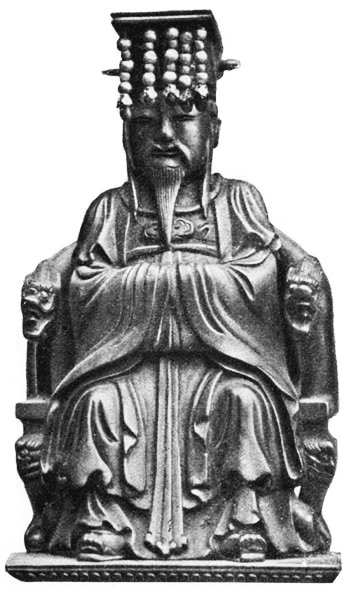
Een bronzen beeld van Confucius.

### Confucianisme
Confucianisme is ontstaan in India in de zesde eeuw voor Christus. De basis van het confucianisme ligt bij meester Kǒng, meestal gelatiniseerd tot Confucius, die leefde van 551 tot 479 voor Christus. Het is een maatschappelijk georiënteerde filosofie, die streeft naar stabiele maatschappelijke verhoudingen en deugd. Al bij Confucius valt een equivalent van het Bijbelse spreekwoord "Wat gij niet wilt dat u geschiedt, doet dat ook een ander niet" te vinden.

### Hindoeïsme
Het hindoeïsme is de belangrijkste godsdienst in India. Binnen het hindoeïsme is een grote diversiteit aan theologisch-filosofische stromingen te vinden. Over het geheel kunnen zes orthodoxe filosofische scholen worden onderscheiden: Samkhya, Nyaya, Vaisheshika, Yoga, Purva Mimamsa en Uttara Mimamsa. Elke van deze scholen erkent, weliswaar op zijn eigen manier, de Vedas enerzijds, waarin kennis aan de mensen wordt geopenbaard, en het bestaan van een God anderzijds. De logica uit de school van Nyaya lijkt veel op de Aristoteliaanse logica en is daarom in belangrijke mate verwant aan de westerse filosofie.

### Taoïsme
Het taoïsme is een levensbeschouwelijke en filosofische stroming afkomstig uit China. Het taoïsme is ontstaan in de vijfde eeuw voor Christus, maar kent ook nu nog aanhangers. Het centrale begrip is de dào, dat kan worden vertaald met 'de weg' die een mens moet begaan om een deugdzaam leven te leiden. Hiervoor moet men zich niet verzetten tegen de loop van de geschiedenis, maar meegaan in de eenheid van yīn en yáng. De belangrijkste bronnen zijn de boeken Dàodéjīng ('Het boek over de weg en de deugd') en Zhuāngzǐ ('Meester Zhuāng').

## Verdere Klassieke Oosterse filosofie

### Vedische filosofie
Indiase filosofie begint met de Vedas waar vragen in verband met de natuurwetten, de oorsprong van het heelal en de plaats van de mens daarin worden gesteld. In de beroemde Rig Vedia Hymne van de schepping zegt de dichter:
Waar de hele schepping haar oorsprong heeft,
die het vormde of het niet vormde,
die het al uit de hoogste hemel overziet,
die weet het – of misschien weet die het niet.
In de Vedische beschouwingswijze wordt schepping als inherent gezien aan het zelfbewustzijn van het oerwezen Purusha. Dit leidt tot het zoeken naar het ene wezen dat ten grondslag ligt aan de veelheid der empirische fenomenen en aan de oorsprong van alles. Naar de kosmische orde wordt met rta gerefereerd en het causale verband heet karma. Dharma is de term voor de rechtschapenheid en religiositeit waarmee de zoeker zijn weg vindt. De natuur (prakriti) heeft drie basishoedanigheden, of geaardheden, (de drie guna's: sattva, rajas, en tamas). In de Vedische kennis is er sprake van een fundamentele tweedeling van de geschriften: de śruti en de smriti: resp. dat wat volgens hen rechtstreeks van God werd vernomen en ertoe dient om ritueel met Hem om te gaan en dat wat de herinnering eraan in stand houdt, de manier waarop ze eraan moeten denken in beeldspraak. De wijze Vyasa, ook wel Krishna Dvaipayana Vyasadeva of Bādarāyana genaamd is de belangrijkste auteur van de Vedische geschriften (hij schreef de Brahma Sūtra, de Bhagavata Purana, de Bhagavad gita en het langste epische gedicht ter wereld, de Mahabharata).
- De śruti bestaat uit de boeken met de mantra's, gebeden en gezangen voor de rituelen, die de Veda's worden genoemd en de verhandelingen waarin de kern van de filosofische beginselen uiteen wordt gezet, de Upanishads.
- De smriti bestaat uit de Purāna's, verhalenbundels of bijbels, waarvan er achttien grote en achttien kleine (upa-) bestaan en waarvan de belangrijkste de Bhagavata Purana is ofwel het Srimad bhagavatam, het 'Verhaal van de Fortuinlijke', met name de fortuinlijke in de persoon van de Vishnu-avatar Krishna. Dezen worden ook wel samhita's (tekstverzamelingen) genoemd. Verder behoren tot de smriti de z.g. itihasa's, de individuele geschiedenissen, zoals b.v. de Ramāyana, dat het verhaal van de Vishnu-avatar Rāma beschrijft, en de Mahābhārata die het verhaal van de grote oorlog van India beschrijft die Kali-yuga, het ijzeren of politieke tijdperk van de redetwist inluidde. Weer een onderdeel van dat laatste boek is de Bhagavad gita.
De Hindoeïstische filosofie bestaat uiteindelijk uit zes basisfilosofieën die men de darshana's, de fundamentele visies, noemt. Die omvatten kort gezegd het persoonlijke (meer religieuze van de Mimamsa en de Vedanta), het onpersoonlijke (het meer wetenschappelijke van de Vaisheshika en de Nyaya) en het spirituele (het meer analytische van de Samkhya en de Yoga) van het geheel van het Vedisch denken in India.
Wat betreft de datering van de Vedische cultuur vormen de astronomische verwijzingen in de teksten aanleiding om de tijd van de grote oorlog, het tijdstip waarop de Bhagavad gita zich afspeelde te dateren op 3102 v.Chr. Archeologische vondsten als de grondvesten van Dvâraka die in zee werden gevonden, en verdere geografische gegevens als de opgedroogde rivier de Sarasvati, vormen daarbij een tweede bron voor een gedeeltelijke wetenschappelijke bevestiging van de claims gedaan in de Vedische geschriften (zie verder onder Yoga, Bhakti, Vaishnava & Vaishnavisme).

### Klassieke Indiase filosofie
In de klassieke periode werden de naspeuringen in de cultuur van de kennis gesystematiseerd in zes scholen van filosofie. Enkele belangrijke thema's die de geesten bezig hielden, waren:
- Wat is de ontologische natuur van bewustzijn?
- Hoe wordt kennis op zich ervaren?
- Is de geest (chit) intentioneel of niet?
- Heeft cognitie haar eigen structuur?

De zes scholen van de orthodoxe Indiase filosofie zijn:
1. Mimamsa
2. Samkhya
3. Yoga
4. Vaisheshika
5. Nyaya
6. Vedanta

Andere heterodoxe tradities van Indiase filosofie zijn vooral:
- Hindoeïstische filosofie
- Boeddhistische filosofie
- Jaïnisme filosofie
- Sikh filosofie
- Carvaka atheïstische filosofie

Antieke filosofen:
- Asanga (ca. 300), exponent van de Yogacara
- Bhartrihari (ca. 450–510), vroeg figuur in de Indisch linguïstische theorie
- Bodhidharma (ca. 440–528), stichter van de Zen school van het Boeddhisme
- Chanakya (ca. 350 – ca. 275 v.Chr.), auteur van Arthashastra, professor (acharya) politieke wetenschap aan de Takshashila Universiteit
- Dignāga (ca. 500), een van de stichters van de Boeddhistische school van Indiase logica
- Gautama Buddha (563 v.Chr. – 483 v.Chr.), stichter van de Boeddhistische denkschool
- Gotama (ca. 2e–3e eeuw), auteur van de Nyaya Soetra's, en als grondlegger van de Nyaya school beschouwd.
- Kanada (ca. 600 v.Chr.), stichtte de filosofische school van Vaisheshika, gaf de theorie van het atomisme
- Jaimini, auteur van de Purva Mimamsa Soetra's
- Kapila (ca. 500 v.Chr.), proponent van het Samkhya systeem van filosofie
- Nagarjuna (ca. 150–250), aan hem wordt de ontwikkeling toegeschreven van de filosofie der Prajnaparamita soetras
- Panini (520–460 v.Chr.), groot grammaticus, auteur van de lijvige Ashtadhyayi
- Patañjali (tussen 200 v.Chr. en 400 AD), ontwikkelde de filosofie van raja yoga in zijn Yogasoetra's
- Pingala (ca. 500 v.Chr.), auteur van de Chandas shastra
- Syntipas (ca. 100 v.Chr.), auteur van Het verhaal der Zeven Wijze Meesters
- Tiruvalluvar (tussen 100 en 300 AD), auteur van Thirukkural, een van de grootste ethicische werken in Tamil
- Vasubandhu (ca. 300), een van de hoofdstichters der Indiase Yogacara school
- Vyasa, vaak gerefereerd auteur van verschillende belangrijke werken in Hindoeïstische filosofie
- Yajnavalkya, in verband gebracht met filosofisch onderricht van de Brhadaranyaka Upanishad en de apophatische leer van neti neti

### Oude Iraanse filosofie
Al zijn er antieke verbanden tussen de Indiase Vedas en de Iraanse Avesta, toch worden de twee hoofdfamilies van de Indo-Iraanse filosofische tradities gekarakteriseerd door fundamentele verschillen bij hun implicaties van de positie van het menselijk wezen in de samenleving en bij de rol van de mens in het universum. Het eerste charter van mensenrechten door Cyrus de Grote wordt wereldwijd gezien als de weerslag van vragen en inzichten die door Zarathustra werden geuit en ontwikkeld in de zoroastrische denkscholen.
- Avesta
- Gathas
- Zarathustra
- Zoroastrianisme
- Mazdakisme
- Manicheïsme

### Chinese filosofie
In China werd minder nadruk gelegd op de materialistische visie als basis voor reflectie over de wereld en meer op gedrag, manieren en sociale omgang, zoals aan het licht wordt gebracht in Taoïsme en Confucianisme.
- Chinese filosofie (vanaf 10e eeuw v.Chr.) – Confucianisme (500 v.Chr.), Taoïsme (400 v.Chr.), Legalisme (300 v.Chr.?)
- Boeddhistische filosofie ontstond in India (500 v.Chr.) en werd later aangevuld in Tibet (vajrayana), China (vanaf 200 v.Chr.), Japan, en Korea.
- Oosterse filosofie